# Kanzaki, Saga
Kanzaki (神埼市 Kanzaki-shi, Thần Kì) là một thành phố thuộc tỉnh Saga, Nhật Bản. Thành phố được thành lập ngày 20 tháng 3 năm 2006 sau khi sáp nhập các thị trấn Kanzaki (cũ) và Chiyoda, và các làng Sefuri, tất cả đều thuộc huyện Kanzaki. Sau khi sáp nhập không còn cấp hành chính làng thuộc tỉnh Saga.

## Các nơi tham quan và lễ hội
- Kunen Hermitage
- Niiyama Shrine
- Kushida-gū
- Công viên Niiyama
- Hōshu-dera
- Công viên Yoshinogari
- Di tích Naotori
- Nhà của Shimomura Kojin
- Công viên Jirōnomori
- Lễ hội Chiyoda (堀デーちよだ)

## Người nổi tiếng
- Egashira 2:50